# Eleições no Território Federal de Roraima em 1986
As eleições no território federal de Roraima em 1986 ocorreram em 15 de novembro como parte das eleições gerais em 23 estados e no território federal do Amapá. No presente caso, a Emenda Constitucional Número 22 determinou a eleição de quatro deputados federais para representar cada um dos territórios federais então existentes.

## Resultado da eleição para deputado federal
Conforme o Tribunal Superior Eleitoral, foram apurados 41.147 votos nominais (89,01%), 2.658 votos de legenda (5,75%), 470 votos em branco (1,02%) e 1.952 votos nulos (4,22%), resultando no comparecimento de 46.227 eleitores. Somando este número (88,30%) às 6.127 abstenções (11,70%), chegaremos a 52.354 eleitores inscritos.

### Chapa do PTB
| Candidatos a deputado federal em 1986 | Partido | Votação | Percentual | Cidade onde nasceu | Unidade federativa | Observações |
| Ottomar Pinto                         | PTB     | 15.906  | 35,93%     | Petrolina          | Pernambuco         | [ 6 ]       |
| Marluce Pinto                         | PTB     | 2.372   | 5,36%      | Jaguaruana         | Ceará              | [ 7 ]       |
| Júlio Martins                         | PTB     | 728     | 1,65%      | Boa Vista          | Roraima            | [ 8 ]       |
| César Dias                            | PTB     | 446     | 1,01%      | Anápolis           | Goiás              | [ 9 ]       |
| Reinaldo Fernandes Neves Filho        | PTB     | 339     | 0,77%      |                    |                    |             |
| Alquelino de Souza Cunha              | PTB     | 107     | 0,24%      |                    |                    |             |
| Fontes:                               |         |         |            |                    |                    |             |

### Chapa da Frente Social Liberal
| Candidatos a deputado federal em 1986 | Partido | Votação | Percentual | Cidade onde nasceu | Unidade federativa | Observações |
| Mozarildo Cavalcanti                  | PFL     | 4.442   | 10,03%     | Boa Vista          | Roraima            | [ 12 ]      |
| Chagas Duarte                         | PFL     | 2.732   | 6,17%      | Boa Vista          | Roraima            | [ 13 ]      |
| Alcides Lima                          | PFL     | 2.700   | 6,10%      | Boa Vista          | Roraima            | [ 14 ]      |
| Hélio Campos                          | PDT     | 1.568   | 3,54%      | Rio de Janeiro     | Rio de Janeiro     | [ 15 ]      |
| Pedro Xavier Coelho Sobrinho          | PFL     | 1.006   | 2,27%      |                    |                    |             |
| Vera Regina Guedes da Silveira        | PL      | 755     | 1,71%      |                    |                    |             |
| Josemar Monteiro Coelho               | PFL     | 630     | 1,42%      |                    |                    |             |
| Jamil José de Sales                   | PDS     | 343     | 0,78%      |                    |                    |             |
| Luiz Hitler Brito de Lucena           | PSB     | 263     | 0,59%      |                    |                    |             |
| Luiz Renato Maciel de Melo            | PL      | 236     | 0,53%      |                    |                    |             |
| Alcides Rodrigues dos Santos          | PSB     | 159     | 0,36%      |                    |                    |             |
| Rogério Miranda                       | PSB     | 121     | 0,27%      |                    |                    |             |
| Fontes:                               |         |         |            |                    |                    |             |

### Chapa do PMDB
| Candidatos a deputado federal em 1986 | Partido | Votação | Percentual | Cidade onde nasceu | Unidade federativa | Observações |
| João Fagundes                         | PMDB    | 3.100   | 7,00%      | Uruguaiana         | Rio Grande do Sul  | [ 17 ]      |
| Alceste Almeida                       | PMDB    | 862     | 1,95%      | Manaus             | Amazonas           | [ 18 ]      |
| Otoniel Ferreira de Souza             | PMDB    | 604     | 1,37%      |                    |                    |             |
| Odete Irene Domingues                 | PMDB    | 550     | 1,24%      |                    |                    |             |
| Almir Nogueira Guerra                 | PMDB    | 468     | 1,06%      |                    |                    |             |
|                                       | PMDB    | -       | -          |                    |                    |             |
| Fontes:                               |         |         |            |                    |                    |             |

### Chapa do PT
| Candidatos a deputado federal em 1986 | Partido | Votação | Percentual | Cidade onde nasceu | Unidade federativa | Observações |
| Petrônio Pereira de Araújo            | PT      | 240     | 0,54%      |                    |                    |             |
| Gilberto Pedrosa Lima                 | PT      | 138     | 0,31%      |                    |                    |             |
| Rosângela Piovizani Cordeiro          | PT      | 63      | 0,14%      |                    |                    |             |
| Valdir Costa Mateus                   | PT      | 55      | 0,12%      |                    |                    |             |
| Juarez Belo Bezerra                   | PT      | 45      | 0,10%      |                    |                    |             |
| David Xiriana                         | PT      | 6       | 0,01%      |                    |                    |             |
| Fontes:                               |         |         |            |                    |                    |             |

### Chapa do PCdoB
| Candidatos a deputado federal em 1986 | Partido | Votação | Percentual | Cidade onde nasceu | Unidade federativa | Observações |
| Marcos Aurélio Montenegro Batista     | PCdoB   | 93      | 0,21%      |                    |                    |             |
| Carlos Fernandes Libório Gomes        | PCdoB   | 62      | 0,14%      |                    |                    |             |
| Melquíades França                     | PCdoB   | 8       | 0,02%      |                    |                    |             |
| Fontes:                               |         |         |            |                    |                    |             |